# Madron
Pour les articles homonymes, voir Madron (homonymie).
Pour plus de détails, voir Fiche technique et Distribution.
Madron est un film israélien réalisé par Jerry Hopper, sorti en 1970. Le film fut nommé pour l'Oscar de la meilleure chanson originale et le Golden Globe de la meilleure chanson originale. C'est le dernier long métrage réalisé par Jerry Hopper.

## Synopsis
Rescapée du massacre de son convoi, une religieuse est escortée par un hors-la-loi. Au long du chemin, malgré les embuscades des brigands et des apaches, les deux personnages vont se découvrir mutuellement.

## Fiche technique
- Titre français : Madron
- Réalisation : Jerry Hopper
- Scénario : Leo J. McMahon et Edward Chappell
- Photographie : Adam Greenberg et Marcel Grignon
- Musique : Riz Ortolani
- Pays d'origine :  Israël
- Format : Couleurs - Mono
- Genre : western
- Date de sortie : 1970

## Distribution
- Richard Boone : Madron
- Leslie Caron : Sœur Mary
- Gabi Amrani : Angel
- Aharon Ipalé (non crédité) : un chanteur